# Glochidion maingayi
Glochidion maingayi là một loài thực vật có hoa trong họ Diệp hạ châu. Loài này được Gage mô tả khoa học đầu tiên năm 1922.